# NBA 2K17
NBA 2K17 è un videogioco della serie NBA 2K, successore di NBA 2K16 disponibile su PlayStation 3, PlayStation 4, Microsoft Windows, Xbox 360, Xbox One, iOS e Android.